# 천세환
천세환은 대한민국의 영화 감독이다. 

## 영화
- 1999년 영화 《쉬리》 ... 연출부
- 2000년 영화 《단적비연수》 ... 연출부
- 2002년 영화 《울랄라 씨스터즈》 ... 콘티
- 2004년 영화 《태극기 휘날리며》 ... 제작지원
- 2004년 영화 《내 남자의 로맨스》 ... 스토리보드
- 2005년 영화 《연애술사》 ... 감독
- 2023년 영화 《보이지 않아》 ... 감독 & 각본